# Brandenburg (F215)
Pour les articles homonymes, voir Classe Brandenburg.
Le Brandenburg est une frégate, navire de tête de sa classe en service dans la Marine allemande depuis 1994.

## Construction
Le Brandenburg et les trois autres frégates de la classe Brandenburg ont été conçus pour remplacer les destroyers de la classe Hamburg. Le Brandenburg est mis sur cale en février 1992 dans les chantiers de Blohm + Voss de Hambourg et lancé en août 1992 par Ingrid Stolpe, l'épouse du ministre-président du Brandebourg Manfred Stolpe. Après ses essais, la frégate est mise en service le 14 octobre 1994 et affectée au 6. Fregattengeschwader. Au cours de sa carrière ultérieure, elle est basée à Wilhelmshaven dans le cadre du 2. Fregattengeschwader.

## Historique
Le Brandebourg opère quelque temps en 2006 dans la force intérimaire des Nations Unies au Liban, servant de navire amiral de la flottille du commandant de la force opérationnelle maritime, l'amiral Andreas Krause . Le 30 novembre 2006, le navire amarré à Larnaca à Chypre reçoit la visite du ministre des Affaires étrangères Frank-Walter Steinmeier. En 2009, le navire est déployé dans le cadre de l'opération Atalante, missions anti-piraterie au large de la Corne de l'Afrique. Le 3 août 2009, le navire marchand MV Hansa Stavanger est libéré du joug des pirates, puis escorté par les Brandenburg et Rheinland-Pfalz jusqu'au port de Mombasa, au Kenya. Le 7 septembre, le Brandebourg lance un hélicoptère Sea Lynx pour effectuer une mission de reconnaissance sur un skiff présumé au sud de Moukalla, au Yémen. Cinq suspects sont observés en train de jeter des échelles et des armes par-dessus bord. Le Brandebourg tire des coups de semonce sur sa proue après un refus de se soumettre, le neutralisant. Une équipe est embarquée à bord d'un bateau semi-rigide, capture l'équipage et saisit un certain nombre d'armes. L'un des suspects est blessé par balle au cours de l'incident et décédera plus tard des suites de ses blessures à bord du Brandenburg alors qu'il recevait des soins médicaux,. Il s'agit du premier décès causé par la Bundeswehr au cours de l'opération Atalanta. Les armes retrouvées à bord du skiff sont ensuite détruites et les quatre suspects survivants relâchés.
En 2010, le Brandenburg, la frégate Niedersachsen, le navire de ravitaillement Frankfurt Am Main et le navire de transport de munitions Westerwald effectuent des exercices simultanés dans le cadre de l'Einsatzausbildungsverband (Association de formation opérationnelle), le Brandenburg participant également aux exercices de missiles germano-sud-africains nommés « Good Hope IV ». L'année suivante, le Brandenburg et les autres navires de l'Einsatzausbildungsverband sont temporairement impliqués dans l'opération Active Endeavour. Fin février 2011, les Brandenburg, Rheinland-Pfalz et le navire de ravitaillement Berlin reçoivent l'ordre de se rendre sur la côte libyenne pour aider à l'évacuation des citoyens allemands pendant la guerre civile libyenne. Ils assistent à l'évacuation de plusieurs centaines de personnes et transportent également des citoyens égyptiens du port de Gabès, en Tunisie, vers Alexandrie, en Égypte.
De mars à août 2014, le Brandebourg est de nouveau déployé dans le cadre de l'opération Atalante, servant de navire amiral au commandant de la force, l'amiral de la flottille Jürgen Mills,. Le 20 mars 2017, le Brandebourg appareille de Wilhelmshaven pour remplacer la frégate Sachsen dans le Standing NATO Maritime Group 2, prenant le relais du Sachsen début avril à Souda, en Crète. Pendant son séjour au sein de la force navale multinationale de l'OTAN, le navire sert de navire amiral du commandant de la force, l'amiral de la flottille Axel Deertz. En quittant le Pirée le 17 avril 2017, le Brandenburg entre en collision avec une jetée, endommageant son gouvernail et une hélice. Le remorqueur grec Christos XVII escorte la frégate endommagée jusqu'au quai flottant de Paloukia, dans la base navale de Salamine. Le 22 mai 2017, le Brandenburg reprend son activité de patrouille après réparations. Le 4 juillet 2017, Deertz confie le commandement du Standing NATO Maritime Group 2 à un commodore britannique et le Brandenburg cesse d'en être le navire amiral.
Dans les années 2020, les navires de la classe Brandenburg entrent dans une longue modernisation pour prolonger sa durée de service. Le Brandenburg va être équipé de missiles antinavires RBS-15 Mk.3, remplaçant l'Exocet MM38. La modernisation par l'entreprise Saab comprend l'intégration du système de contrôle de combat 9LV (en) et de tous les capteurs. Le Brandenburg sera équipé de radars à antennes actives (AESA), en l’occurrence les Sea Giraffe 4A et Sea Giraffe 1X (en) qui vont remplacer les LW-08 et SMART-S (en) (Thales) d’origine. Les conduites de tir CEROS 200 succéderont aux actuels systèmes STIR 180 (en) équipant la frégate allemande.